# Kastaniá (ort i Grekland, Västra Makedonien)
Kastaniá är en ort i Grekland.   Den ligger i prefekturen Nomós Kozánis och regionen Västra Makedonien, i den norra delen av landet, 280 km nordväst om huvudstaden Aten. Kastaniá ligger 1 128 meter över havet och antalet invånare är 534.
Terrängen runt Kastaniá är varierad. Runt Kastaniá är det ganska glesbefolkat, med 23 invånare per kvadratkilometer. Närmaste större samhälle är Sérvia, 2,6 km väster om Kastaniá. Trakten runt Kastaniá består till största delen av jordbruksmark.